# 深貝大輔
深貝 大輔（ふかがい だいすけ、1957年9月23日 - ）は、日本の俳優、声優。愛知県出身。ヴォイスガレージ所属（業務提携）、以前はM・Tプロジェクトに所属。the companyのアソシエイツメンバー。

## 出演作品

### テレビドラマ
- 叫ぶ骨 -札幌・大沼・羊蹄山殺人行-（1997年）

### 映画
- 東京フィスト（1995年）
- 99.9-刑事専門弁護士-THE MOVIE（2021年12月30日、松竹）

### テレビアニメ
1997年
- こちら葛飾区亀有公園前派出所（羽生土地郎）

1999年
- ビックリマン2000（直郭公爵）

2000年
- ドキドキ♡伝説 魔法陣グルグル（バルト、神官、クロコ）
- メダロット魂（ドークス）

2001年
- こちら葛飾区亀有公園前派出所（法条正義）

2005年
- capeta（加賀美敦也）

### 舞台
- 阿呆劇・トゥランドット姫
- イーハトーボの音楽劇「銀河鉄道の夜」
- エンジェルス・イン・アメリカ
- おかしな二人
- オー・マイ・パパ
- カッコーの巣の上で
- かもめ
- 三人姉妹
- 時間と部屋
- ジャガーの目
- 少女都市からの叫び声
- 食卓の木の下で
- 素晴らしき哉、人生!
- ねじの回転
- バーム・イン・ギリヤ
- ピアノ
- 浮標
- ベント
- マクベス
- 真夏の夜の夢
- マッチ・アップ・ポンプ
- 見知らぬ乗客
- ラブ・ゲーム
- ランフォー・ユア・ワイフ
- リア王
- リチャード三世

### ナレーション
- 朝いち!ゴルフ
- アテネ下町物語
- いきいき健康生活
- 空想科学バラエティ ロボつく
- 世界で最も美しい街ベスト10
- チェルシーTV
- 陳健一の素敵なたくらみ
- テクノギャラリー
- 24時間テレビお笑い芸人紹介
- プラチナシー
- マーケッTV
- ももチャリでGo!
- 料理の基本